# The Rocky and Bullwinkle Show
The Rocky & Bullwinkle Show  (tijdens seizoen 1 en 2 nog Rocky & His Friends genaamd, en ook uitgezonden als The Bullwinkle Show) is een Amerikaanse animatieserie van Jay Ward Productions. De serie telt 5 seizoenen met in totaal 163 afleveringen, die van 19 november 1959 tot 27 juni 1964 werden uitgezonden. Aanvankelijk op 
ABC, en later op NBC.
Elke aflevering is opgebouwd uit meerdere losse filmpjes. Het grootste deel van een aflevering bestaat uit filmpjes die draaien om de antropomorfe eland Bullwinkle en vliegende eekhoorn Rocky, waar de serie ook zijn naam aan te danken heeft. Ander filmpjes zijn onder andere Dudley Do-Right of the Mounties, Peabody's Improbable History en Fractured Fairy Tales. De serie was vanwege de taalhumor, satire en zelfspot zowel bij  kinderen als volwassenen populair, en heeft sinds de oorspronkelijke uitzending een cultstatus opgebouwd. Er zijn meerdere speelfilms gemaakt gebaseerd op de segmenten van de serie. De serie heeft tevens veel latere animatieseries geïnspireerd, waaronder The Simpsons en Rocko's Modern Life.

## Plot
Rocky & BullwinkleDe hoofdreeks binnen de serie. Van deze reeks komen in elke aflevering 2 segmenten voor. Centraal staan de personages Rocket "Rocky" J. Squirrel, een vliegende eekhoorn die altijd een pilotenhelm draagt, en Bullwinkle J. Moose, een niet  bijster slimme eland. Beide wonen in het fictieve plaatsje Frostbite Falls (gebaseerd op het echt bestaande International Falls), Minnesota. Het duo krijgt het geregeld aan de stok met een groep schurken bestaande uit de spionnen Boris Badenov en Natasha Fatale, geleid door Mr. Big en Fearless Leader (de dictator van het fictieve land Pottsylvania). 
De afleveringen zijn geen op zichzelf staande verhalen, zoals dat normaal gebruikelijk was voor animatieseries, maar zijn onderdeel van een grotere verhaallijn die meerdere afleveringen beslaat, gelijk aan veel oude filmreeksen en radiohoorspellen. Zo nam de eerste verhaallijn, Jet Fuel Formula genaamd, 20 afleveringen in beslag. De filmpjes eindigen vanwege deze opzet vrijwel altijd met een cliffhanger.
Dudley Do-Right of the Mountieseen parodie op het northern-gerne dat vooral in filmreeksen uit de vroege 20e eeuw populair was. Hoofdpersoon in deze filmpjes is de Mountie Dudley Do-Right. Elke aflevering jaagt hij op zijn aartsvijand Snidely Whiplash (een stereotype schurk gekleed in zwarte kleding, hoge hoed en met een grote snor).
Peabody's Improbable HistoryEen serie over de hoogbegaafde, pratende hond Mr. Peabody en de weesjongen Sherman (over wie Peabody de voogdij heeft). Elke aflevering bezoeken de twee met de door Mr. Peabody uitgevonden tijdmachine WABAC (uitgesproken als "way-back") bekende personen en gebeurtenissen uit het verleden, en tonen hoe deze gebeurtenis in kwestie “echt” gegaan zou zijn, in tegenstelling tot wat de geschiedenisboeken beweren. Vaak blijken de personen in kwestie totaal niet gemotiveerd en moeten ze door Peabody en Sherman actief worden aangespoord om hun taak in de geschiedenis te vervullen.
Fractured Fairy Talesverfilmingen van bekende sprookjes, maar vaak met sterke moderniseringen en drastische veranderingen in het verhaal.
Aesop & Sonzelfde opzet als Fractured Fairy Tales, maar dan met bekende fabels.
Bullwinkle's Cornereen tweede serie filmpjes over Bullwinkle J. Moose. Elke aflevering probeert hij het publiek wat cultuur bij te brengen door bekende gedichten en rijmpjes voor te dragen, maar verknalt dit steeds op humoristische wijze.
Mr. Know-It-Allwederom met Bullwinkle in de hoofdrol. In deze filmpjes doet hij zich voor als expert op het gebied van alles.
Rocky and Bullwinkle Fan Clubwaarin Rocky en Bullwinkle zonder success proberen een fanclub te beginnen, waarvan uiteindelijk alleen zijzelf en hun vijanden lid worden.
The World of Commander McBraggEen serie waarin het personage Commander McBragg historische gebeurtenissen volgens eigen inzicht herinterpreteert.
Tijdens de jaren dat de serie werd uitgezonden op NBC, werden afleveringen ingeleid door een live-action gedeelte met een Bullwinkle-pop. In deze voorstukjes werden onder andere beroemdheden en recente gebeurtenissen op de hak genomen. Dit onderdeel werd later geschrapt.

## Achtergrond
Het idee voor de serie kwam van Jay Ward en Alex Anderson, die eerder al samen hadden gewerkt aan Crusader Rabbit. Het oorspronkelijke plan was een serie te maken over een groep bosdieren die samen een televisiezender runnen, maar dat plan werd geschrapt.
De naam van het personage Bullwinkle kwam van een autohandelaar in Berkeley, genaamd Bullwinkel Motors. Ward wilde de serie in Los Angeles laten produceren, maar Anderson, die zelf in San Francisco woonde, was niet bereid om te verhuizen. Daarom huurde Ward stemacteur Bill Scott in als co-producent en scriptschrijver. Hij richtte zich voornamelijk op de Rocky & Bullwinkle-filmpjes. Andere schrijvers voor de serie waren Chris Hayward en Allan Burns.
Productie van de serie begon in februari 1958 met een pilotaflevering getiteld Rocky the Flying Squirrel. De eerste stemacteurs die werden gecast voor de serie waren June Foray, Paul Frees, Bill Scott, en William Conrad. Acht maanden later tekende General Mills een contract om de serie financieel te steunen, op voorwaarde dat de reeks aan het eind van de middag zou worden uitgezonden en voornamelijk op kinderen gericht zou zijn. Dancer, Fitzgerald, & Sample, het advertentiebureau voor General Mills, regelde tevens een animatiestudio in Mexico genaamd Gamma Productions S.A. de C.V voor de productie. General Mills hoopte de productiekosten te drukken door het tekenwerk in Mexico te laten doen, maar deze beslissing leidde tot veel problemen. Zo was Bill Scott niet tevreden over de kwaliteit van het tekenwerk dat de Mexicaanse tekenaars afleverden, waar regelmatig tekenfouten (zoals kleuren die midden in een scène opeens veranderen) in voor kwamen.
Hoewel de serie de nodige slapstick-elementen bevatte die vooral kinderen aanspraken, wilde Ward de serie ook op volwassenen richten. Vooral de taalgrapjes, woordspelingen en parodieën op bekende media die in de serie voorkomen waren vooral voor oudere kijkers bedoeld.
De serie werd voor het eerst uitgezonden op 19 november 1959 op ABC onder de titel Rocky and His Friends. Op ABC waren de afleveringen nog in zwart-wit. De serie werd hier al snel het best bekeken middagprogramma. Op 24 september 1961 nam NBC de serie over, en werd overgeschakeld op afleveringen in kleur. ABC bleef wel tot 1973 herhalingen van de serie uitzenden.  Op NBC moest de serie echter concurreren met Lassie, waardoor de kijkcijfers daalden. In 1964 werd een punt gezet achter de serie. In de jaren erop werd de serie nog wel vaak herhaald, onder anderer op Nickelodeon, Cartoon Network en Boomerang.
In de jaren 70 werd geprobeerd de serie nieuw leven in te blazen, maar zonder resultaat.

## Verfilmingen
De serie heeft meerdere films voortgebracht, zowel live-action als animatie:
- Boris and Natasha: The Movie, een live-action film over de twee spionnen, geproduceerd in 1992.
- Dudley Do-Right, een bioscoopfilm uit 1999 gebaseerd op de Dudley Do-Right-filmpjes. De hoofdrollen worden vertolkt door Brendan Fraser, Sarah Jessica Parker en Alfred Molina.
- The Adventures of Rocky and Bullwinkle: een bioscoopfilm uit 2000, welke computeranimatie combineert met live-action.
- Mr. Peabody & Sherman: een computeranimatiefilm uit 2014, gebaseerd op de Peabody's Improbable History-filmpjes.

## Andere media
- Er bestaan meerdere stripreeksen gebaseerd op de serie, waaronder een krantenstrip  die van 1962 tot 1965 werd gepubliceerd, en stripreeksen gepubliceerd door Dell Comics, Gold Key Comics, Charlton Comics en Star Comics (een tak van Marvel Comics).
- Er zijn 2 videospellen gebaseerd op de serie: The Adventures of Rocky and Bullwinkle and Friends van THQ en Rocky and Bullwinkle van Zen Studios.
- In 1993 bracht Data-East (nu Stern Pinball) een flipperkast uit onder de naam "The Adventures Of Rocky and Bullwinkle and Friends".
- In 1999 bracht Mattel een speciale Hot Wheels-serie op de markt gebaseerd op de serie.